# Lee MacPhail

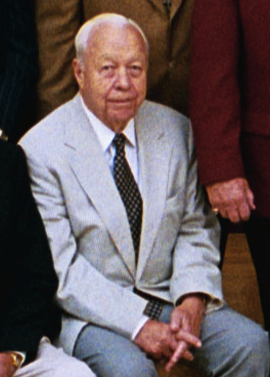
Lee MacPhail (2004)

Leland Stanford „Lee“ MacPhail (* 25. Oktober 1917 in Nashville, Tennessee; † 8. November 2012 in Delray Beach, Florida) war ein US-amerikanischer Baseballfunktionär in der Major League Baseball (MLB). 
Lee MacPhail, der Sohn von Larry MacPhail arbeitete über 45 Jahre in verschiedenen Funktionen im Baseball. Unter anderem war er Direktor des Spielerpersonals bei den New York Yankees, Präsident und General Manager bei den Baltimore Orioles und von 1974 bis 1984 Präsident der American League. 1998 wurde MacPhail durch das Veterans Committee in die Baseball Hall of Fame gewählt. Larry und Lee MacPhail sind das einzige Vater-Sohn-Gespann in der Hall of Fame. Lees Sohn, Andy MacPhail war General Manager der Minnesota Twins und ist seit 1994 Präsident der Chicago Cubs.